# Charlottetown Airport (Labrador)
Charlottetown Airport (IATA: YHG) is een vliegveld in Newfoundland en Labrador, de oostelijkste provincie van Canada. Het vliegveld ligt aan de zuidrand van het dorp Charlottetown, in het oosten van de regio Labrador. 
Het vliegveld bestaat uit een 763 m lange landingsbaan met een grindoppervlak met voorts zeer beperkte faciliteiten. De uitbater is de provincieoverheid van Newfoundland en Labrador.

## Bestemmingen
Onderstaande tabel toont de bestemmingen die een passagiersverbinding met Charlottetown hebben (2024).
| Maatschappij | Bestemmingen                    |
| ------------ | ------------------------------- |
| PAL Airlines | Black Tickle, Port Hope Simpson |